# Coppa Intercontinentale di skeleton
La Coppa Intercontinentale di skeleton è un circuito mondiale di gare di skeleton organizzato annualmente dalla Federazione Internazionale di Bob e Skeleton (IBSF) a partire dall'inverno del 2007. È una competizione di secondo livello rispetto alla Coppa del Mondo e le gare si svolgono, in modo equamente diviso, su piste europee e nordamericane;  insieme alle due coppe continentali, la Coppa Europa e la Coppa Nordamericana, è utilizzata dalle giovani promesse dello skeleton per fare esperienza a livello internazionale ma anche da atleti affermati in ripresa da infortuni o che non trovano spazio nel massimo circuito mondiale. Non è comunque una competizione che prevede limiti di età per parteciparvi ed è aperta a skeletonisti di qualsiasi nazionalità.

## Albo d'oro

### Singolo donne
| Stagione | Vincitrice                    | Seconda classificata            | Terza classificata            |
| -------- | ----------------------------- | ------------------------------- | ----------------------------- |
| 2007/08  | Lindsay Alcock Canada         | Julia Eichhorn Germania         | Amy Gough Canada              |
| 2008/09  | Katharina Heinz Germania      | Amy Gough Canada                | Donna Creighton Gran Bretagna |
| 2009/10  | Kathleen Lorenz Germania      | Lucy Chaffer Australia          | Katharina Heinz Germania      |
| 2010/11  | Sophia Griebel Germania       | Michelle Kelly Canada           | Lena Joch Germania            |
| 2011/12  | Rose McGrandle Gran Bretagna  | Donna Creighton Gran Bretagna   | Sophia Griebel Germania       |
| 2012/13  | Katharina Heinz Germania      | Robynne Thompson Canada         | Rose McGrandle Gran Bretagna  |
| 2013/14  | Tina Hermann Germania         | Jacqueline Lölling Germania     | Laura Deas Gran Bretagna      |
| 2014/15  | Donna Creighton Gran Bretagna | Micaela Widmer Svizzera         | Cassie Hawrysh Canada         |
| 2015/16  | Katie Uhlaender Stati Uniti   | Lanette Prediger Canada         | Anna Fernstädt Germania       |
| 2016/17  | Lanette Prediger Canada       | Savannah Graybill Stati Uniti   | Donna Creighton Gran Bretagna |
| 2017/18  | Lanette Prediger Canada       | Janine Becker Germania          | Madison Charney Canada        |
| 2018/19  | Anna Fernstaedtová Rep. Ceca  | Ashleigh Pittaway Gran Bretagna | Megan Henry Stati Uniti       |
| 2019/20  | Kelly Curtis Stati Uniti      | Susanne Kreher Germania         | Katie Uhlaender Stati Uniti   |
| 2020/21  | Susanne Kreher Germania       | Corinna Leipold Germania        | Alena Frolova Russia          |
| 2021/22  | Susanne Kreher Germania       | Hallie Clarke Canada            | Sophia Griebel Germania       |

### Singolo uomini
| Stagione | Vincitore                         | Secondo classificato           | Terzo classificato             |
| -------- | --------------------------------- | ------------------------------ | ------------------------------ |
| 2007/08  | Matthew Antoine Stati Uniti       | Jeff Pain Canada               | Andy Wood Gran Bretagna        |
| 2008/09  | Michi Halilovic Germania          | Chris Type Gran Bretagna       | Alexander Gassner Germania     |
| 2009/10  | Chris Type Gran Bretagna          | Matthew Antoine Stati Uniti    | Alexander Gassner Germania     |
| 2010/11  | David Lingmann Germania           | Alexander Gassner Germania     | Alexander Kröckel Germania     |
| 2011/12  | Michi Halilovic Germania          | Charles Wlodarczak Canada      | Ed Smith Gran Bretagna         |
| 2012/13  | Alexander Gassner Germania        | Axel Jungk Germania            | Dave Greszczyszyn Canada       |
| 2013/14  | Nikita Tregubov Russia            | Anton Batuev Russia            | Aleksandr Mutovin Russia       |
| 2014/15  | David Michael Swift Gran Bretagna | Paul Fraser Canada             | Pavel Kulikov Russia           |
| 2015/16  | Martin Rosenberger Germania       | Alexander Gassner Germania     | Kilian von Schleinitz Germania |
| 2016/17  | Jeremy Rice Gran Bretagna         | Evan Neufeldt Canada           | Vladislav Marčenkov Russia     |
| 2017/18  | Felix Keisinger Germania          | Kilian von Schleinitz Germania | Michael Zachrau Germania       |
| 2018/19  | Jung Seung-gi Corea del Sud       | Craig Thompson Gran Bretagna   | Kim Ji-soo Corea del Sud       |
| 2019/20  | Christopher Grotheer Germania     | Chen Wenhao Cina               | David Greszczyszyn Canada      |
| 2020/21  | Felix Seibel Germania             | Kilian von Schleinitz Germania | Vladislav Semenov Russia       |
| 2021/22  | Evgenij Rukosuev Russia           | Felix Seibel Germania          | Felix Keisinger Germania       |